# Ezüstös hölgymál
Az ezüstös hölgymál (Pilosella officinarum vagy Hieracium pilosella) az európai gyepek indás növénye. Az őszirózsafélék (Asteraceae) családjába, a katángformák (Cichorieae) alcsaládjába tartozik. Új-Zélandon behurcolt (inváziós) növényként és ellenségek, valamint konkurensek hiányában a juhlegelőkön uralkodó (domináns) növénnyé vált, megoldhatatlan gondot okozva a juhokat tartó gazdáknak.

## Termőhelye
Leginkább a domb- és hegyvidéki legelőkön, száraz réteken, görgeteglejtőkön, ritkás erdei fenyvesekben, réteken találhatjuk. A mérsékelten száraz, mészszegény, sovány, homokos, laza talajt kedveli.

## Jellemzése
Középzöld vagy sötétzöld, legfeljebb 7 mm-es, szőrös tőleveleinek alakja a lándzsástól a keskeny elliptikusig változik. A fonákjuk szürke vagy fehér nemezes. Alapjuk felé fokozatosan keskenyednek, szélük többnyire ép, csúcsuk tompa vagy hegyes is lehet. Szárlevelei többnyire nincsenek. Levelei tőrózsát alkotva a talajra lapulnak, és elveszik a fűfélék életterét, ezért a gyepek ellenségének számít. Legyökerező indákkal terjed.
Fekete kaszattermései legfeljebb 2,5 mm-esek; a bóbitájuk sárgásfehér. A széllel terjednek.